# David Peeters
David Peeters (17 november 1983) is een Belgisch korfballer. Zijn zus, Patty Peeters is ook korfbalster op het hoogste niveau.

## Spelerscarrière
Peeters speelt zijn volledige spelerscarrière voor Scaldis.
In seizoen 2009-2010 won Scaldis de Belgische zaaltitel door in de finale te winnen van Boeckenberg. Onder coach Jurgen Frensch werd voor de eerste keer in 40 jaar weer de zaaltitel gewonnen.
De tweede zaaltitel kwam in seizoen 2013-2014. Ook toen versloeg Scaldis in de finale Boeckenberg.

## Erelijst
- Top League kampioen zaalkorfbal, 2x (2010, 2014)
- Eerste klasse kampioen veldkorfbal, 1x (2009)
- Beker van België kampioen veldkorfbal, 2x (2012, 2013)
- Beste Korfballer van het Jaar, 3x (2011, 2014, 2016)

## Diamond
Van 2010 tot 2018 was Peeters speler van het Belgisch korfbalteam. Hij speelde 72 officiële interlands als Diamond.
Zo speelde Peeters mee op de volgende internationale toernooien:
- EK 2010, 2e plaats
- WK 2011, 2e plaats
- World Games 2013, 2e plaats
- EK 2014, 2e plaats
- WK 2015, 2e plaats
- EK 2016, 2e plaats
- World Games 2017, 3e plaats
- EK 2018, 4e plaats